# Tölzer Moorachse

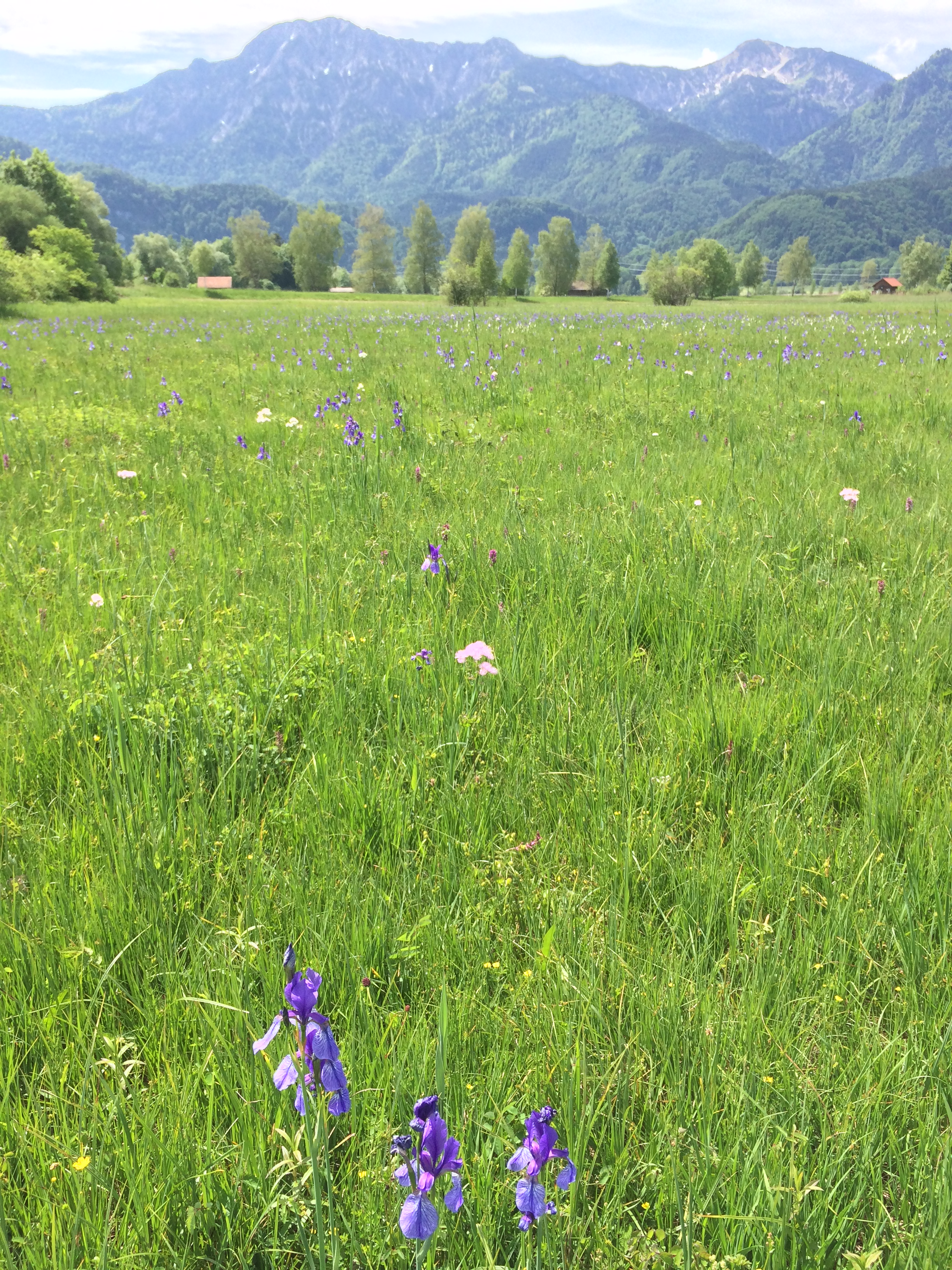
Loisach-Kochelsee-Moore in der Tölzer Moorachse

Die Tölzer Moorachse bezeichnet das Moorgebiet um Bad Tölz. Sie ist ein Natura-2000-Gebiet.

## Beschreibung
Mit einem Mooranteil von 11 % gehört der Landkreis Bad Tölz-Wolfratshausen zu den moorreichsten Bayerns. Wie Perlen auf einer Kette reihen sich die Moore des Tölzer Landes über eine fast ununterbrochene Achse von 30 Kilometern vom Kochelsee bis nach Deining. Hierzu gehören u. a. das Ellbach- und Kirchseemoor, Babenstubener Moore, Klosterfilz, Leonhardsfilz, Schellenbergmoor und die Loisach-Kochelsee-Moore.
Seit Mitte der 1990er Jahre wurden im Landkreis Bad Tölz-Wolfratshausen in 20 Hochmooren auf rund 250 Hektar Wiedervernässungsmaßnahmen geplant und umgesetzt (Stand 2019).

### Flora und Fauna
In den Tölzer Mooren leben u. a. der Argusbläuling, der Hochmoorgelbling, die Kreuzotter, der Biber, Orchideen und Enziane, Sonnentau, Torfmoose und Wollgras.

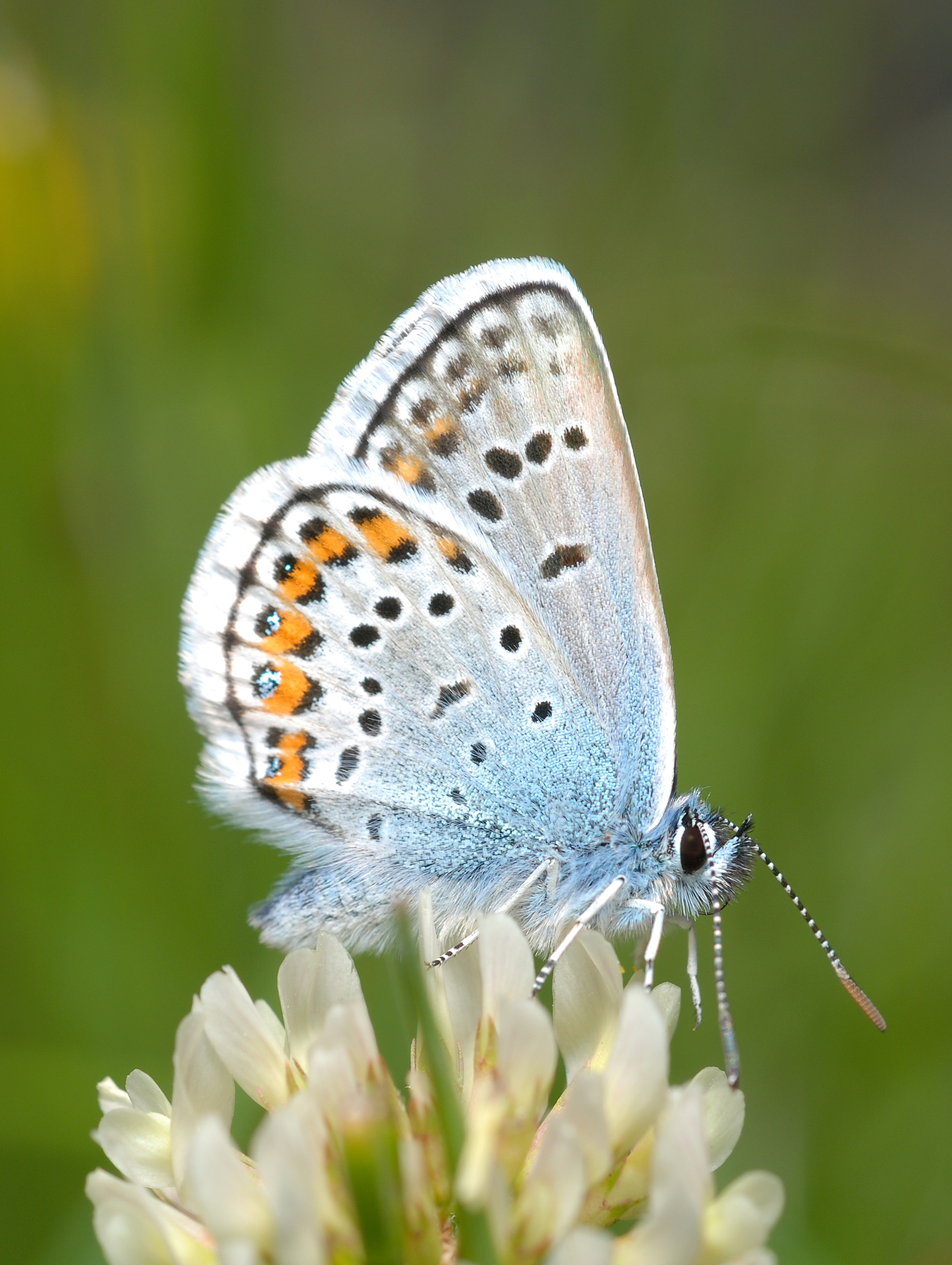
Argusbläuling
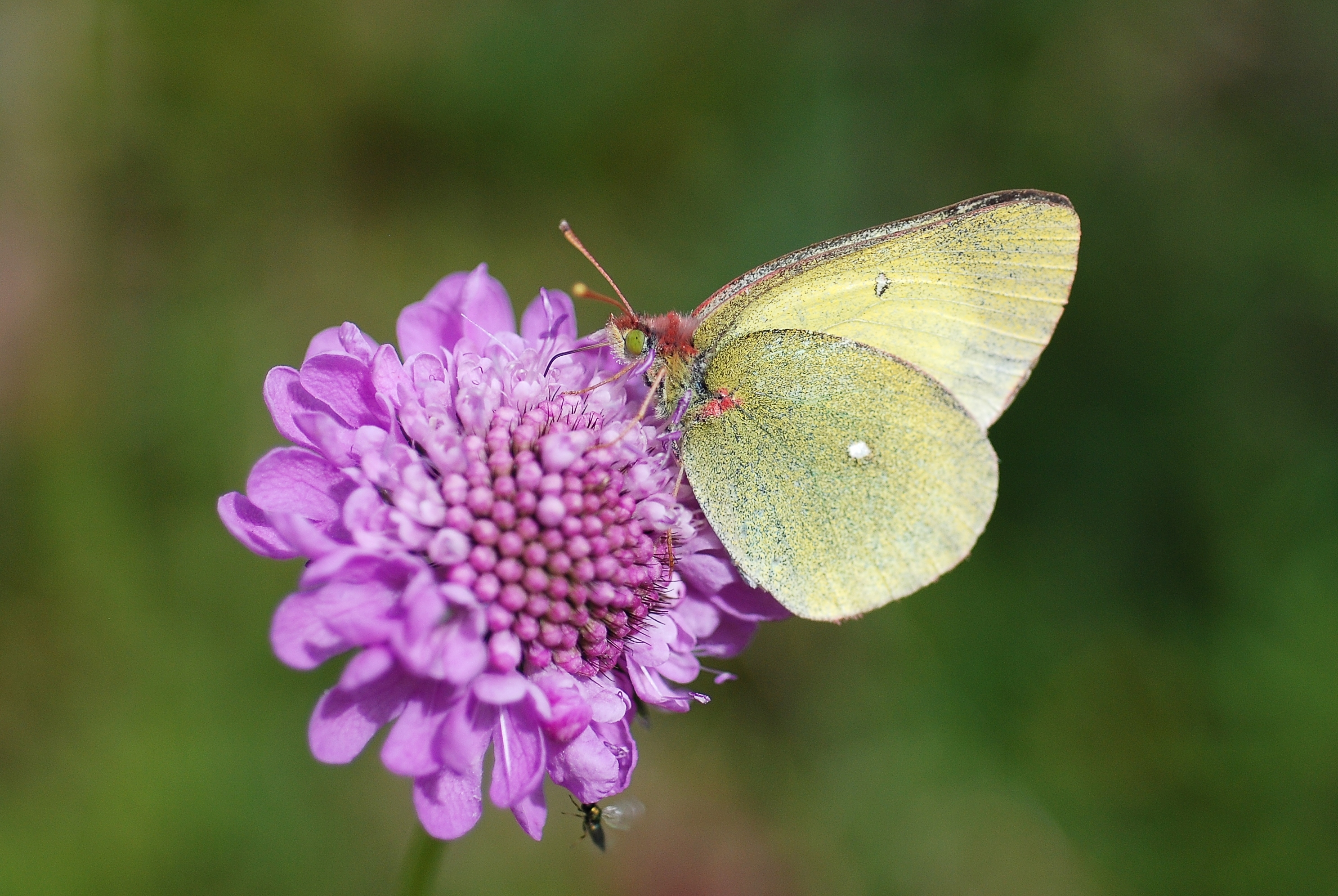
Hochmoorgelbling
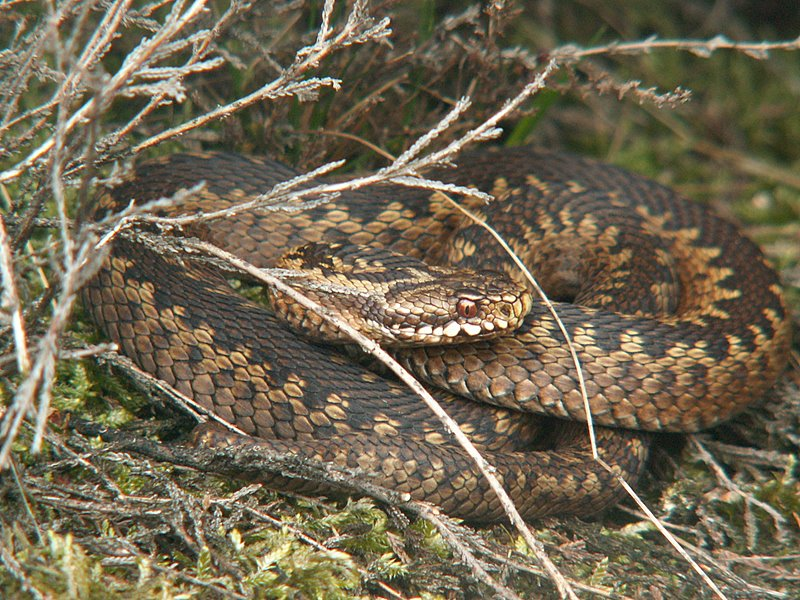
Kreuzotter
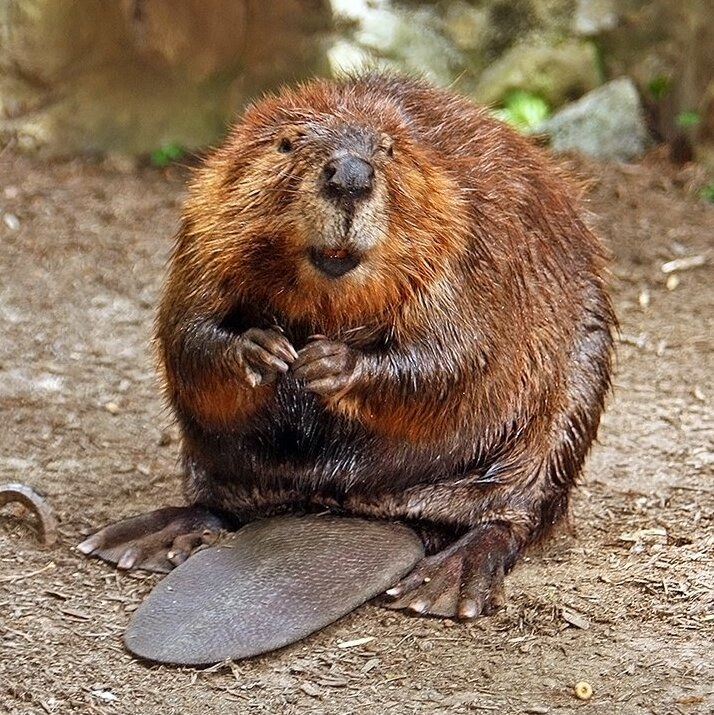
Biber
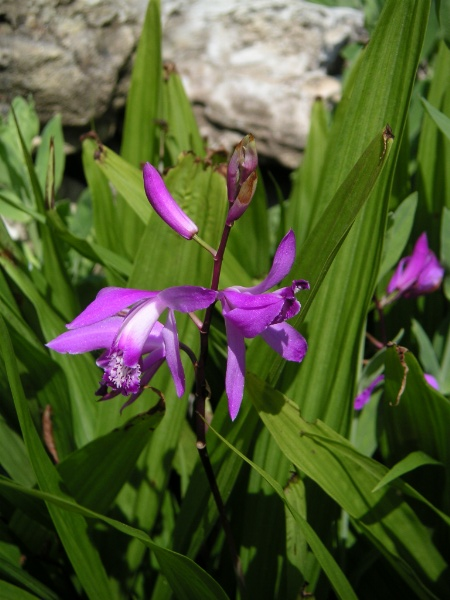
Orchidee
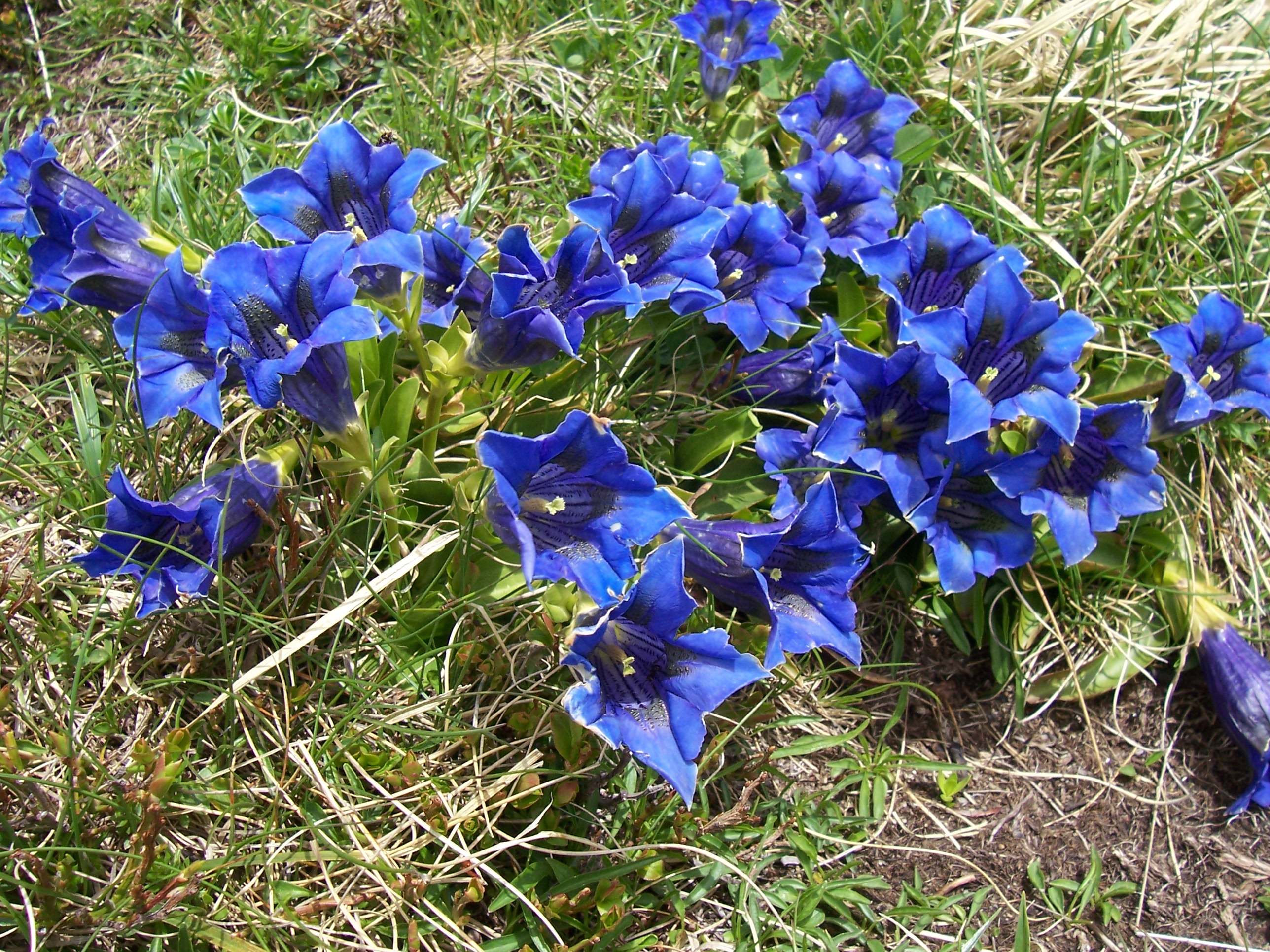
Enziane
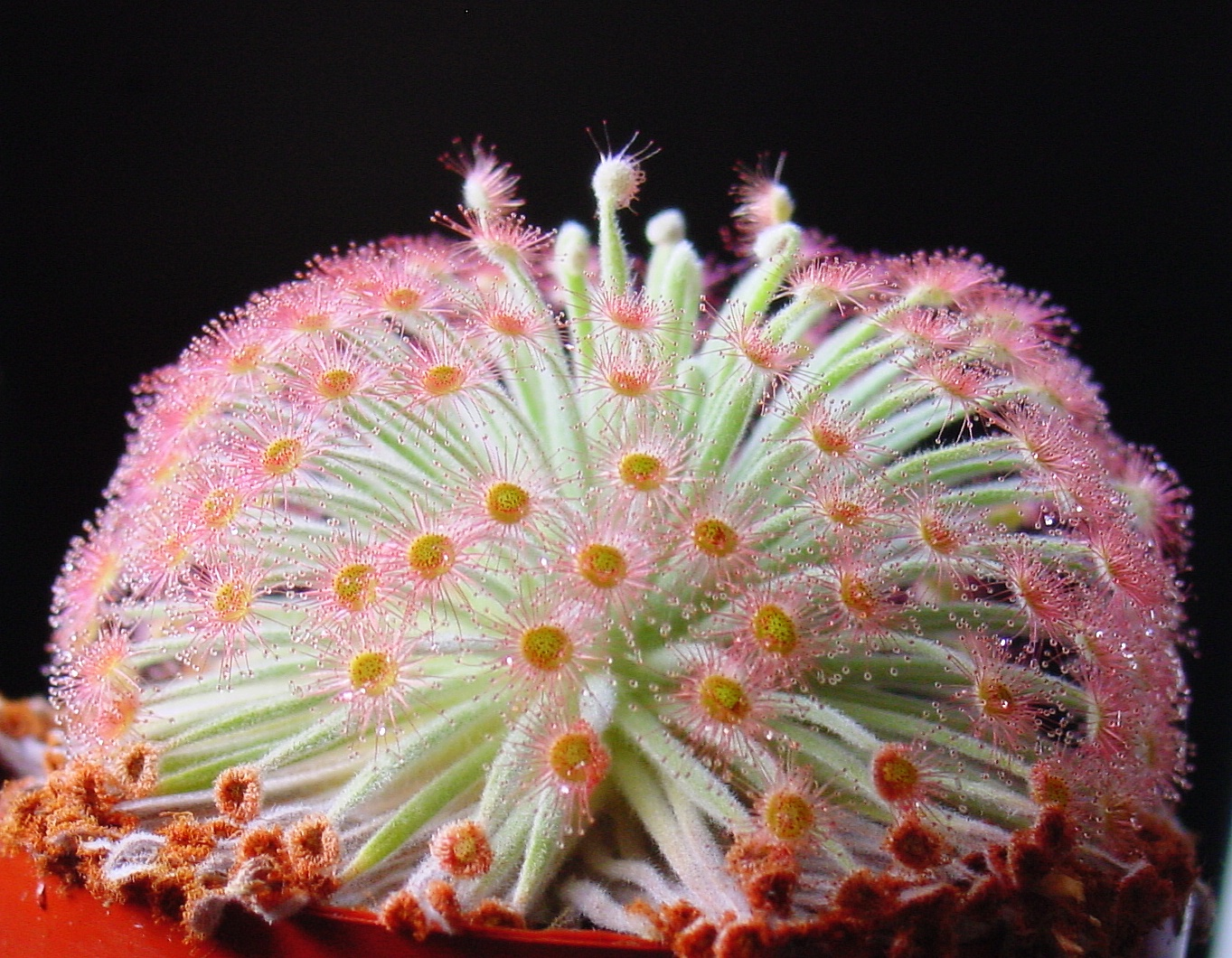
Sonnentau
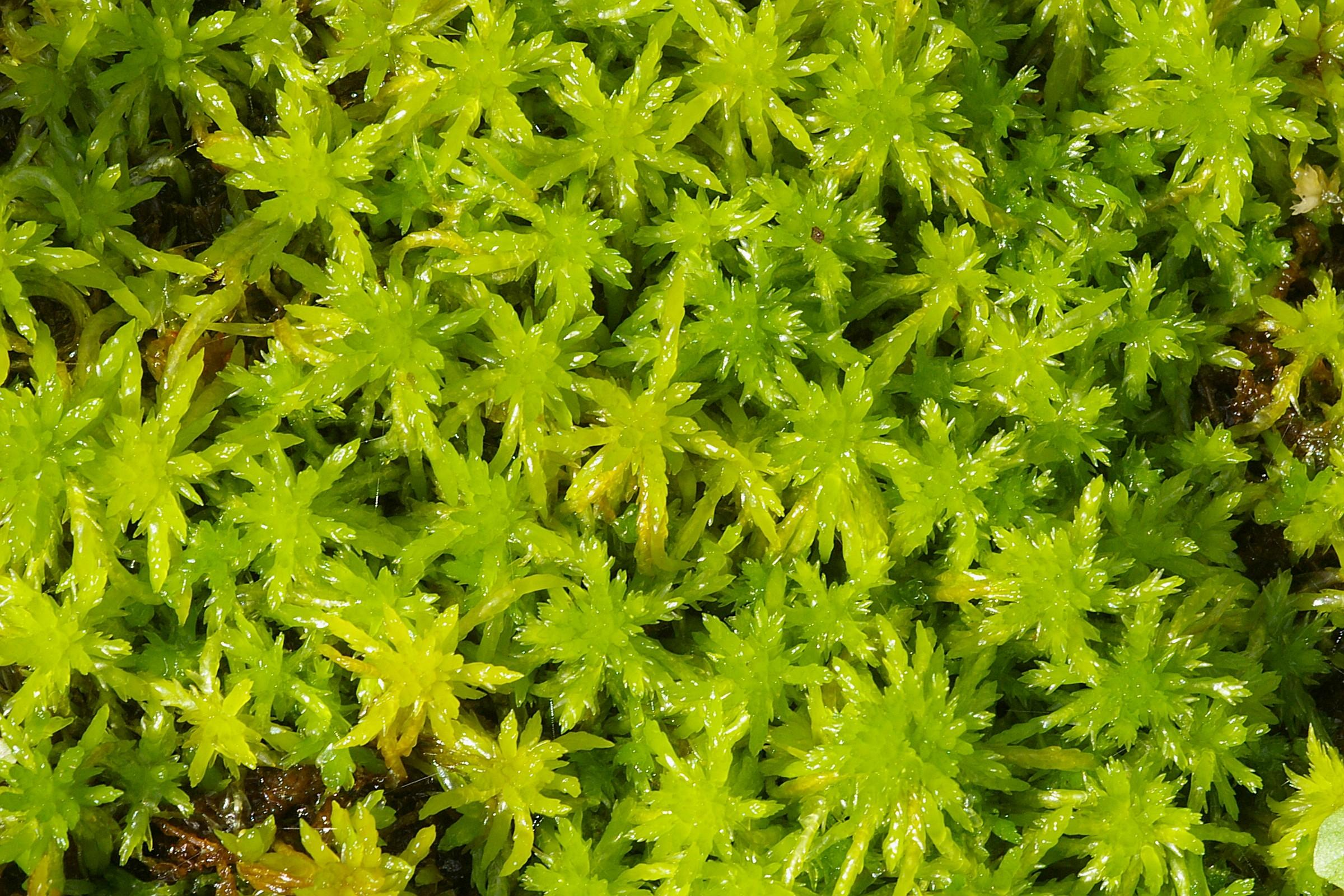
Torfmoos
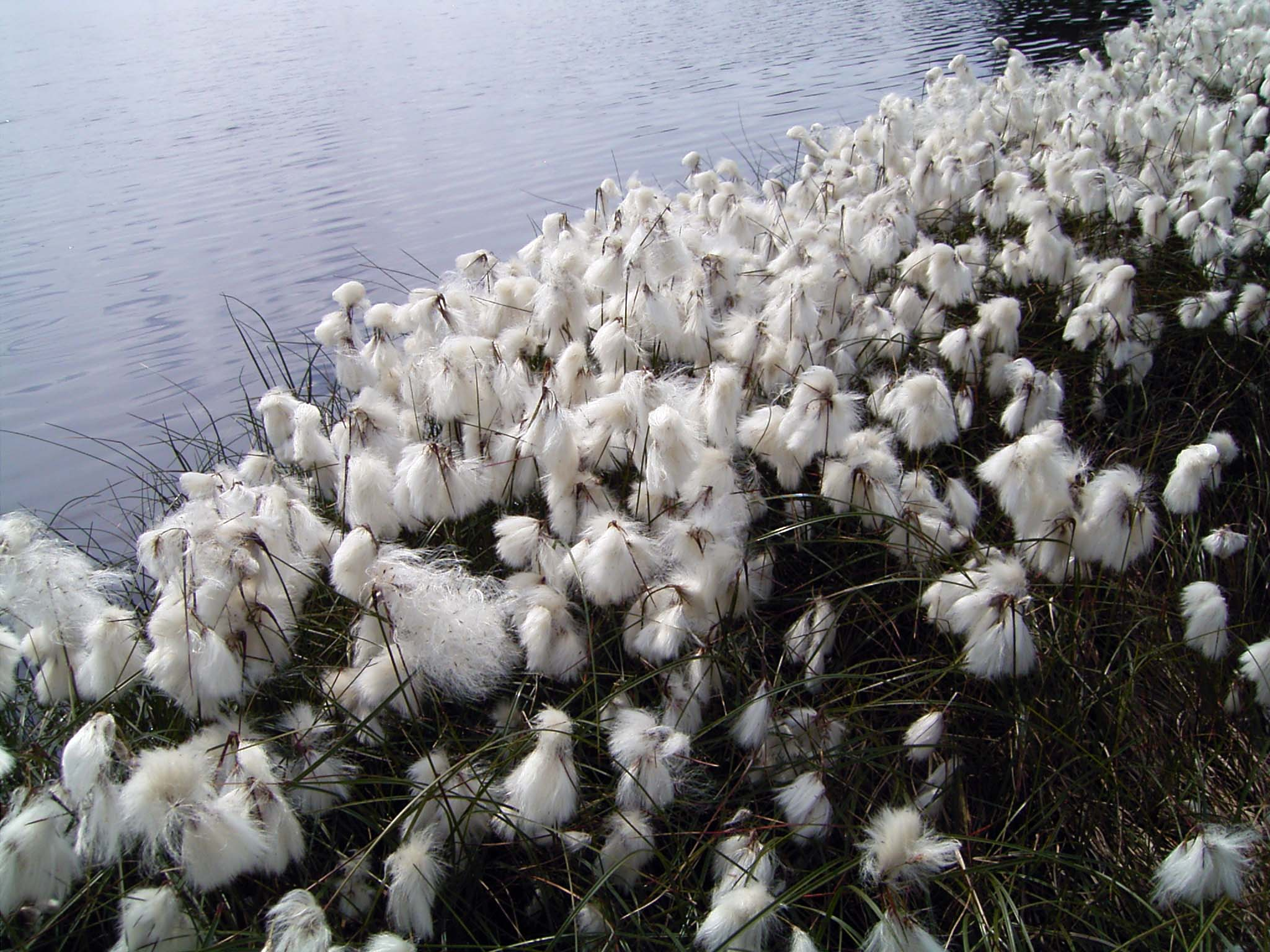
Wollgras